# Няма дървета на улицата
„Няма дървета на улицата“ (на английски: No Trees in the Street) е британски драматичен трилър от 1959 година на режисьора Джей Лий Томпсън, адаптация е на едноименна пиеса от 1948 година.

## Сюжет
В бедняшките квартали на Лондон, точно преди началото на Втората световна война, Томи (Мелвин Хейес) е тийнейджър без цел в живота, който се опитва да се измъкне от мизерното си обкръжение, втурвайки се в дебрите на престъпния свят. Той се забърква с местния рекетьор Уилки (Хърбърт Лом), който държи в хватката на страха бедните жители, включително и семейството на Томи. С течение на времето, Томи прогресира от дребен джебчия до всяващ страх убиец.

## В ролите
| Актьор         | Роля                      |
| -------------- | ------------------------- |
| Силвия Саймс   | Хети                      |
| Хърбърт Лом    | Уилки                     |
| Мелвин Хейес   | Томи                      |
| Роналд Хауърд  | Франк                     |
| Стенли Холоуей | Кипър                     |
| Джоан Милър    | Джес                      |
| Лиъм Редмънд   | Бил                       |
| Лили Кан       | госпожа Джейкъбсън        |
| Лойд Ламбли    | старшия полицейски офицер |
| Кемпбъл Сингър | инспектора                |
| Мариан Стоун   | госпожа Джоукъл           |
| Рита Уеб       | госпожа Браун             |

## Номинации
- Номинация за БАФТА за най-добра британска актриса на Силвия Саймс от 1960 година.
- Номинация за БАФТА за най-добър британски сценарий на Тед Уилис от 1960 година.[2]